# Petrarca (traghetto)
Il Petrarca è stato un traghetto ro-ro passeggeri della classe Poeta, in servizio con questo nome per la Tirrenia di Navigazione dal 1971 al 1999.

## Caratteristiche
In configurazione originale, il Petrarca era lungo 131 metri, largo 20 e aveva una stazza lorda di 7 086 tonnellate. Spinto da due eliche quadripala a passo variabile mosse da motori Diesel FIAT 9 cilindri, ciascuno in grado di erogare 8 280 cavalli, aveva una velocità di servizio di 20 nodi. Poteva trasportare fino a un massimo di 1200 passeggeri, per i quali erano disponibili 66 cabine di prima classe e 95 di seconda classe, per un totale di 506 posti letto. I servizi di bordo comprendevano un ristorante, una tavola calda, tre bar (un soggiorno - bar per la prima classe, uno per la seconda classe e un bar - veranda) e una piscina esterna con lido. In aggiunta alle cabine passeggeri, erano presenti a bordo anche due cabine, rispettivamente da otto e quattro posti, per eventuali detenuti e i carabinieri della scorta. Tutti gli spazi dedicati a passeggeri ed equipaggio erano dotati di aria condizionata. Il garage, accessibile dal portellone poppiero e da due portelloni prodieri laterali, era diviso su due ponti: su quello superiore potevano essere trasportate 70 automobili, su quello inferiore 170 automobili o, in alternativa, 10 automobili e 41 semirimorchi.
Nel 1981 il traghetto fu sottoposto a dei primi interventi di ristrutturazione: la piscina e il lido furono rimossi e sostituiti da una tuga chiusa contenente un cinema, le cui poltrone potevano essere all'occorrenza utilizzate come sistemazione per i passeggeri; altre due sale poltrone sostituirono il soggiorno - bar di seconda classe, che fu spostato dove prima era ubicato il bar - veranda, nei pressi della piscina.
Nei primi mesi del 1991 il Petrarca fu sottoposto, presso i cantieri navali San Giorgio del Porto di Genova, ad un intervento di radicale trasformazione: la tuga contenente il ponte di comando fu estesa verso poppa e su di essa furono aggiunti tre ulteriori ponti, due dedicati a sistemazioni passeggeri e l'ultimo contenente gli impianti di aerazione e di aria condizionata. Il notevole innalzamento richiese l'installazione di controcarene sulle fiancate della nave, per rispettare i requisiti di stabilità; la larghezza complessiva aumentò quindi a 23,4 metri. Inoltre, per migliorare la manovrabilità, vista la notevole superficie esposta al vento, il singolo timone centrale fu sostituito con due posti dietro a ciascuna elica, e fu aumentata la potenza dell'elica prodiera. Grazie alle modifiche, dal discutibile impatto estetico, la capacità passeggeri aumentò a 1300, mentre i posti letto complessivi passarono a 887, dei quali 473 in cabine di prima classe dotate di servizi privati. Infine, nel garage principale furono aggiunti dei car deck mobili, che aumentarono a 320 il massimo numero di automobili trasportabili, mentre i due portelloni di accesso a prua furono saldati.

## Servizio

La nave negli anni '70

Penultimo della prima serie di sei traghetti della classe Poeta ad entrare in servizio, il Petrarca fu costruito presso i cantieri navali di Palermo, dove fu impostato il 16 aprile 1968 e varato il 12 dicembre 1970. Iniziò le prove a mare il 5 giugno 1971, mantenendo una velocità media di 22,97 nodi per nove ore. Consegnata alla Tirrenia di Navigazione il 19 luglio 1971, entrò in servizio tre giorni più tardi sul collegamento Napoli - Catania - Siracusa - Malta - Tripoli. Il 26 marzo 1972 il Petrarca si incagliò per un errore umano nei pressi di Scilla. I 12 passeggeri a bordo furono evacuati senza incidenti, ma la nave riportò ingenti danni e fu liberata solo una settimana dopo, dopo che erano state effettuate delle riparazioni di emergenza allo scafo. Il Petrarca fu quindi rimorchiato ai cantieri di Palermo per le riparazioni definitive, rientrando in servizio il 22 agosto 1972.
Nel 1974 il Petrarca fu destinato, insieme al gemello Pascoli, al nuovo collegamento Napoli - Palermo - Tunisi - Cagliari - Genova - Porto Torres. Tra febbraio e maggio 1981 il traghetto fu sottoposto a lavori presso gli Stabilimenti dei Bacini di Napoli, durante i quali furono revisionati i motori principali e fu rimossa la piscina posta a poppa, sostituita da una tuga chiusa contenente un cinema le cui poltrone potevano essere utilizzate, all'occorrenza, per il pernottamento dei passeggeri.
Nel Novembre 1984  il traghetto fu nuovamente sottoposto a lavori (in bacino di carenaggio) presso gli Stabilimenti dei Bacini di Napoli.
A inizio 1991 il Petrarca fu trasferito ai cantieri San Giorgio del Porto di Genova, dove fu sottoposto agli importanti lavori di ristrutturazione sopra descritti. Rientrato in servizio il 19 maggio dello stesso anno, rimase attivo per la Tirrenia fino all'ottobre 1997, quando fu posto in disarmo a Palermo. L'8 gennaio 1999 la nave fu venduta alla Al Salam Shipping and Trading, prendendo bandiera panamense e venendo rinominata Al Salam Petrarca 90.
Il 22 giugno 2002 si sviluppò un violento incendio sul traghetto, in navigazione tra Duba e Safaga con a bordo 896 passeggeri e 68 membri dell'equipaggio. L'incidente causò una vittima e dieci feriti, ma la nave riuscì a fare rientro in porto, consentendo l'evacuazione di passeggeri ed equipaggio; in seguito la Al Salam Petrarca 90 fu rimorchiata fuori dal porto, dove affondò. Quattro anni più tardi fu recuperata e avviata alla demolizione.

## Navi gemelle
- Boccaccio
- Carducci
- Leopardi
- Manzoni
- Pascoli
- Deledda[7]
- Verga[7]